# Набдам
Набдам (самоназвание), намнам, набдуг, набруг — народ, обитающий на северо-востоке Ганы, на правом берегу реки Красная Вольта, к северу от талленси (Верхняя Восточная область), и в пограничных районах Буркина-Фасо. В 90-е годы XX века численность составляла 25 тыс. человек. Родственные народы: кусаси, мапруси, моси, нанкансе, талленси.

## История

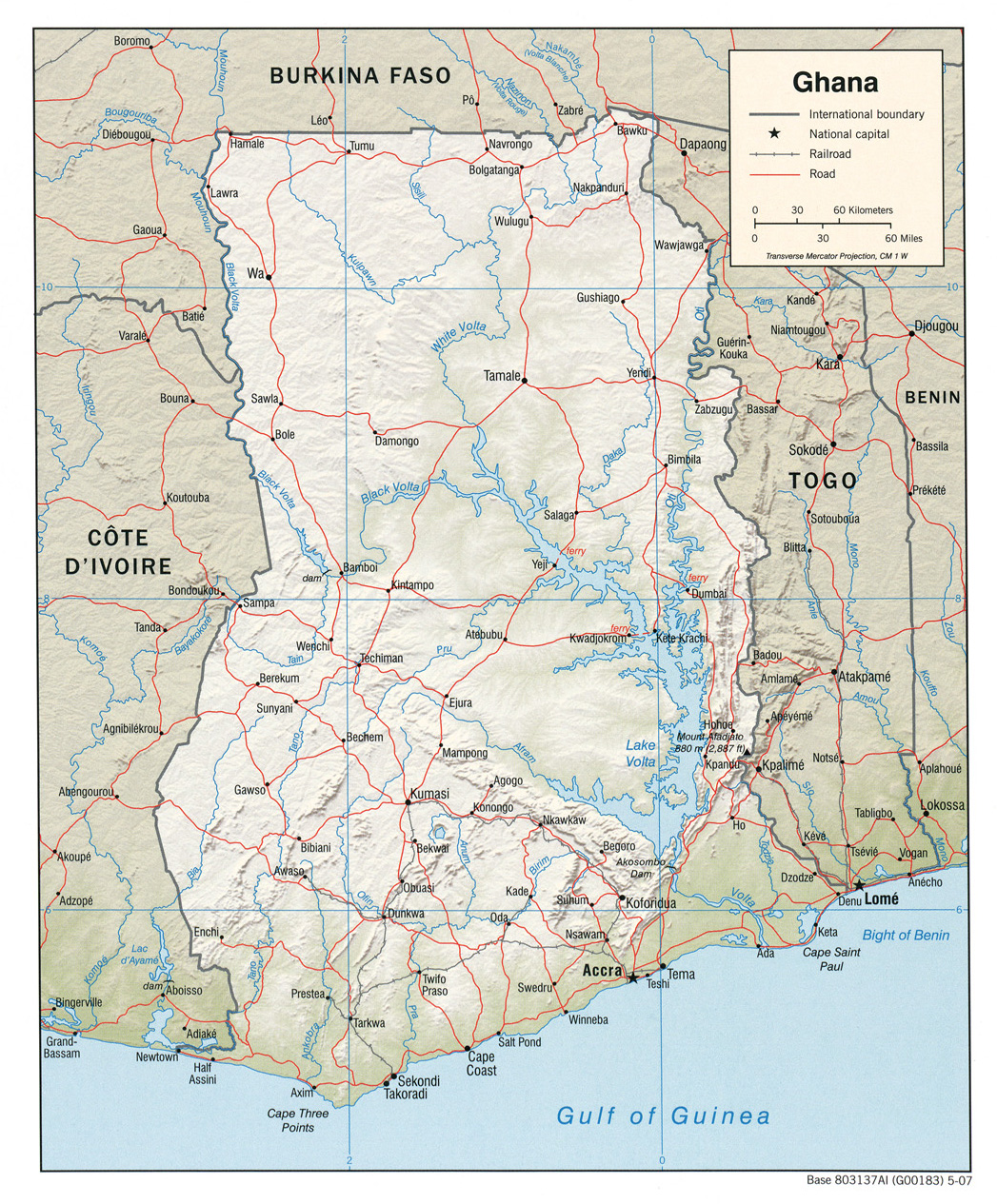
Карта Ганы

Набдам являются автохтонным населением региона, хотя существует предание об их переселении из Наригу в страну Мампруси, согласно которому народ испытал сильное этнокультурное и политическое воздействие мампруси и нанкансе.

## Религия
Придерживаются традиционных верований, однако встречаются представители, исповедующие христианство (католики и протестанты) и ислам суннитсткого толка. Традиционные верования — культы предков, сил природы (земли, воды, огня), а также высшего существа Вен (Навен). Широко распространена вера в магию, фетиши и ведовство. Значительным влиянием в народной среде обладают жрецы культа земли и прорицатели.

## Язык
Язык набдам — набт (набте, набде), относящийся к группе гур нигеро-кордофанской семьи.

## Социальная организация
В основе традиционной социальной организации лежат большесемейные общины и патрилинейные роды. Брачные поселения вирилокальны, также практикуется полигиния.

## Быт

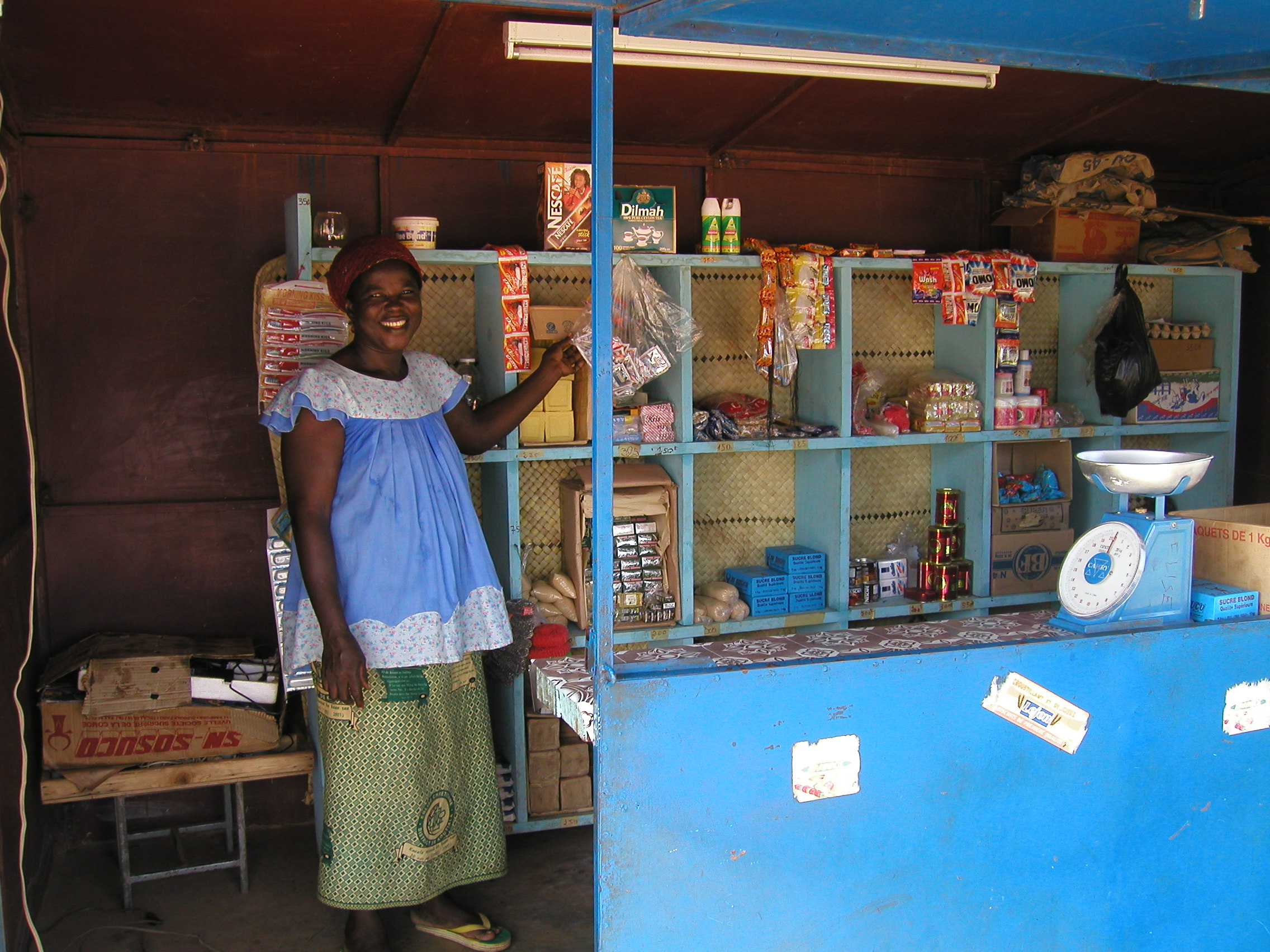
Магазин в Буркина Фасо.

### Традиционные хозяйственные занятия
Основные занятия — ручное земледелие и скотоводство. Набдам выращивают зерновые (просо, сорго, фонио, рис, кукуруза) и бобовые культуры. Широко распространено речное рыболовство посредством запруд. В животноводстве преобладает содержание мелкого рогатого скота. Развиты традиционные ремёсла: гончарное, кузнечное, ткацкое, плетение и пр.

### Жилища
Представители народа набдам живут небольшими хуторами в круглых глинобитных хижинах с конической соломенной крышей.

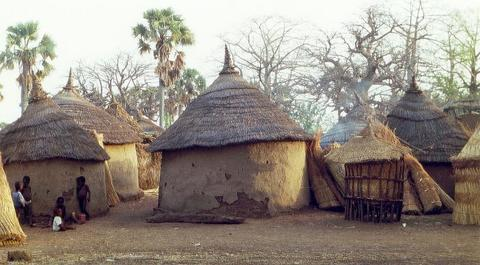
Традиционные дома в юго-восточной части Буркина Фасо

### Пища
Еда преимущественно растительная и молочная. Набдам употребляют каши, лепешки и похлебки.

### Одежда
Повседневное одеяние представляет собой набедренную повязку, а в праздничные дни надеваются длинные белые рубахи с короткими рукавами у мужчин и короткие юбки у женщин.

### Фольклор
Основные фольклорные жанры у набдам — пословицы, сказки и песни.

## Интересные факты
- У набдам существует специфический способ определения пригодности строительной площадки для возведения на ней нового объекта: если убитый на данной площадке цыпленок умрет головкой вниз, значит, строить нельзя (Morley 1990: 311).
- В XIX веке набдам продавал зерно и батат народу талленси в неурожайные для последних годы (Chalfin 2001: 205).
- Известно, что между набдам и талленси заметны явные культурные сходства (Meier 1999: 88).